# Karol Szenajch
Karol Wilhelm Szenajch (ur. 11 lutego 1907 w Warszawie, zm. 1 sierpnia 2001 w Montrealu) - inżynier, hokeista Legii Warszawa, olimpijczyk z St. Moritz (1928).
W 1932 r. ukończył studia na Wydziale Elektrycznym Politechniki Warszawskiej z tytułem inżyniera elektryka. Był hokeistą Legii Warszawa. Członek drużyny tego klubu, który wraz z kolegami (bracia H. i W. Przeździeccy, Głowacki, Materski, Rybicki, Pastecki, Szabłowski) wywalczył tytuł mistrza Polski (1933). Legia podzieliła ten tytuł z Pogonią Lwów (finał w Katowicach), gdyż ostateczny mecz między tymi zespołami, mimo kilkakrotnego przedłużania (trwał do 4 rano) zakończył się wynikiem 0:0. Z uwagi na koszty i brak zwolnień z pracy, nie ustalono dodatkowego terminu i tytuł przyznano obu drużynom. Szenajch był 2-krotnym reprezentantem Polski) akademickim mistrzem świata (1928 Cortina D'Ampezzo) i olimpijczykiem.
Wybuch II wojny światowej zastał go na Atlantyku (powracał ze Światowej Wystawy w Nowym Jorku). Statek zawrócony z dalszej drogi do Europy dotarł do Montrealu, gdzie K. Szenajch pozostał na emigracji. Zmarł w Montrealu i został pochowany w Toronto.